# ファン・マヌエル・ファンジオ
ファン・マヌエル・ファンジオ・デラモ（Juan Manuel Fangio Déramo, 1911年6月24日 - 1995年7月17日）は、アルゼンチンのレーシングカー・ドライバーである。F1において5回のワールドチャンピオンに輝いているが、これは2003年にミハエル・シューマッハに破られるまで、46年間も史上最多記録を誇っていた。
ニックネームはエル・チュエコ（スペイン語で「がに股」の意味）。

## 来歴

### 生い立ち
首都ブエノスアイレスから350km離れたバルカルセ (Balcarce) で、イタリア系移民二世として生まれる。父親はペンキ職人で、6人きょうだいの四男が6月24日の「聖ヨハネ (San Juan Bautista) の日」に生まれたことから「ファン」と名付けた。
幼い頃から機械いじりが好きで、13歳になると地元の修理工場で整備工として働き始める。また、サッカーが得意で、プレースタイルから「エル・チュエコ（がに股）」というあだ名を付けられた。軍隊で兵役を務め終えると独立し、自分の修理工場で自動車を改造して、1934年からレースに出場するようになった。

### ヨーロッパ進出
主に南米で行われていた長距離ロードレースで活躍し、1940年にはブエノスアイレスとペルーのリマを往復する約9,500kmのグランプレミオ・デル・ノルテで優勝。1940年と1941年にはアルゼンチンの国内選手権を制した。当時のライバルはガルベス兄弟（オスカルとフアン）で、ファンジオ派とガルベス派のファンが対立するほど人気は高かった。しかし、第二次世界大戦の余波は南米にも及び、1942年以降のレースは中止された。
1947年から国内でレース活動を再開すると、ヨーロッパからゲスト参戦したアキーレ・ヴァルツィ、ジャン＝ピエール・ウィミィーユらと競い合い、本場ヨーロッパで実力を試す希望を持つようになる。
1948年10月、ブエノスアイレスからベネズエラのカラカスを目指すツーリスモ・カレテラのレースに出走していたファンジオは、内乱の影響で急遽夜間のスタートとなったリマ～トゥンベス（ペルー）のステージにおいて、濃霧の中でオーバースピードでコーナーに進入したことが原因で転落。ファンジオは首を負傷した上、コ・ドライバーを務めていた2歳下の同郷の友人、ダニエル・ウルティアが車外に投げ出されて死亡する事故となり、大きなショックを受けたファンジオは一時は引退も考えた。その後立ち直ったファンジオはペロン政権の後援を受けて自動車クラブのメンバーとしてオスカルらとヨーロッパへ渡り、1949年はサンレモGP、ポーGP、マルセイユGP、モンツァGPなどで連勝を重ね、国際的な一流ドライバーと見なされるようになった。

### 5度のF1ワールドチャンピオン
1950年はアルファロメオと契約し、新たに開幕したF1世界選手権に参戦する。第2戦モナコGPで初優勝し、ベルギーGPとフランスGPを連勝してポイントをリードしたが、最終戦イタリアGPでリタイアしてチームメイトのジュゼッペ・ファリーナに初代チャンピオンの座を譲った。
1951年は後半戦調子を上げてきたフェラーリ勢との争いになった。フェラーリのエース、アルベルト・アスカリとの一騎打ちで迎えた最終戦スペインGPは、フェラーリのタイヤ選択ミスにも助けられ、見事にワールドチャンピオンを獲得した。
1952年は、アルファロメオが撤退してシートを失った上に、非選手権レースで大事故に遭遇する。アイルランドでレースをした翌日モンツァGPに出場するため、パリからミラノまで夜通し運転してレースに強行出場した結果、クラッシュして頸部を骨折し半年間の療養生活を送る。引退も噂されたが、1953年にはマセラティから復帰を果たし、最終戦イタリアGPでは、2年間無敗を続けたフェラーリを止める復活勝利を挙げた。
1954年は、マセラティで開幕2連勝した後、フランスGPより参戦を開始したメルセデスへ移籍。デビュー戦をポール・トゥ・ウィンで飾ると、シーズン9戦中6勝を記録して2度目のワールドチャンピオンを獲得した。しかし、ドイツGPでは可愛がっていた後輩のオノフレ・マリモンが事故死し、大きな精神的ショックを受けた。
1955年も7戦中4勝を挙げて、自身3度目のタイトルを獲得した。イギリスGPではスターリング・モスの地元初優勝を祝う余裕も見せた。一方、ル・マン24時間レースでは観客80名以上が死亡するモータースポーツ史上最悪のクラッシュに遭遇し、事故死したピエール・ルヴェーの後方で間一髪危機をまぬがれた。メルセデスチームがレース撤退を決めた直後、憔悴した自身の姿を捉えた写真が残されている。

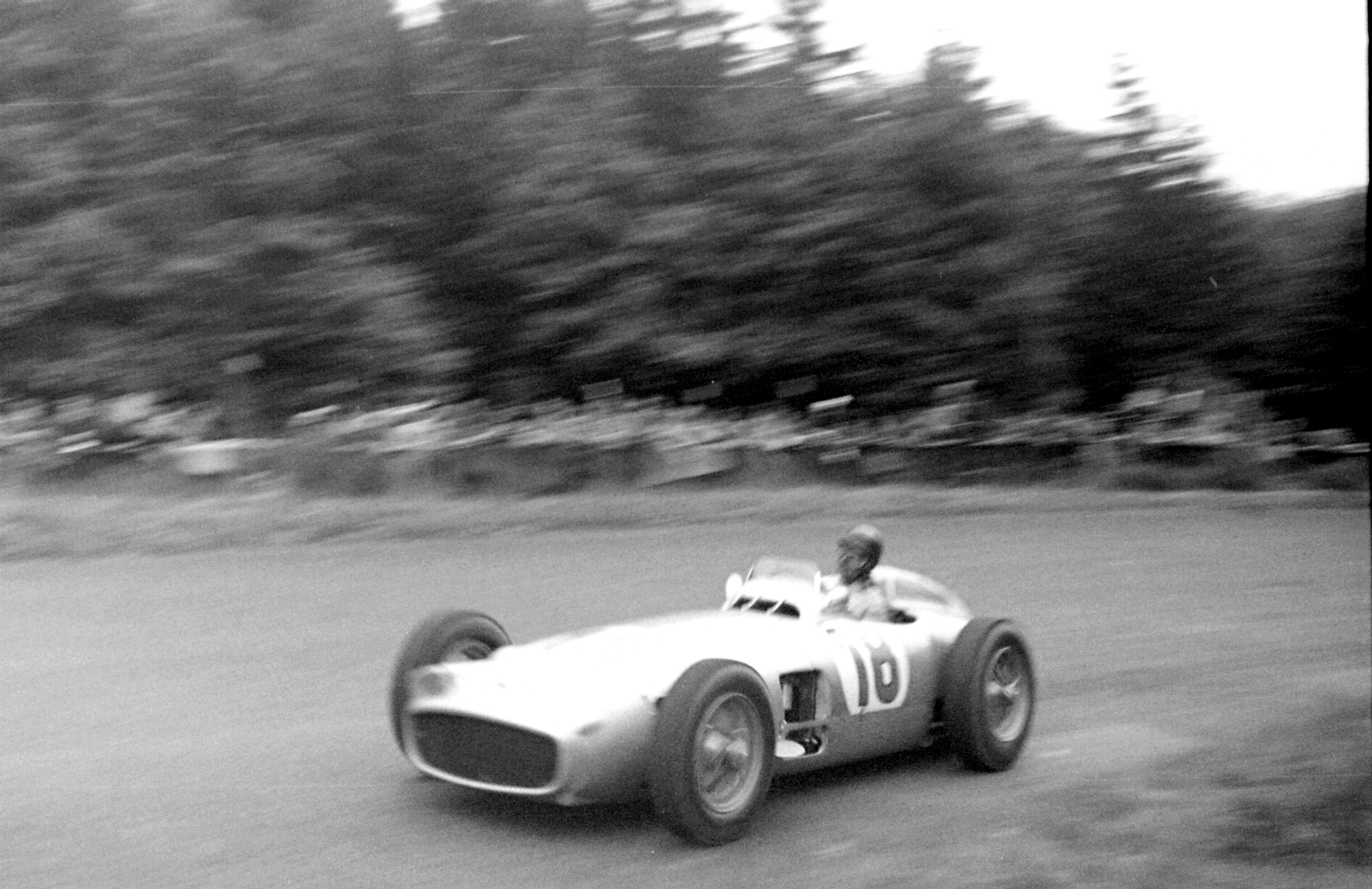
1954年、メルセデス・ベンツ・W196に乗りニュルブルクリンクを走行するファンジオ

メルセデスのレース活動休止により、1956年にはフェラーリへ移籍。最終戦イタリアGPで、チームメイトのピーター・コリンズからチャンスを譲られる形で、自身4度目のチャンピオンを獲得する（後述）。しかし、オーナーのエンツォ・フェラーリとの関係はギクシャクし、1年限りでチームを去った。
1957年はマセラティに復帰し、4年連続のチャンピオンに輝くこととなった。この年はドイツGPの伝説的勝利（後述）を含め圧倒的な強さをみせ、出場したレースではリタイア1回を除くと、全てが優勝または2位でフィニッシュした。未だ実力はトップレベルだったが、全てやり遂げたという達成感からレース出場回数を減らしていく。
1958年はインディ500に初挑戦し、練習走行でルーキーテストを通過したが、公式予選には出走しなかった。F1はマセラティがワークス活動を休止したマセラティから2戦のみにスポット参戦。フランスGPを4位で終えた後、47歳でF1からの引退を表明した。

### 引退後
引退後は母国でメルセデス・ベンツ車のディーラーを経営し、メルセデスとの深い関係は生涯続いた。晩年はパガーニのアドバイザーとして、オーナー兼デザイナーのオラツィオ・パガーニにメルセデス・ベンツ製エンジンの搭載を進言し、交渉面での便宜を図った。パガーニ・ゾンダの限定モデル"Roadster F"に付けられた"F"は、ファンジオの名から敬意を表して名付けられたものである。
1990年、国際モータースポーツ殿堂に殿堂入り。1995年7月17日、居住地ブエノスアイレスで84歳で死去。「アルゼンチンの英雄」として多大なる敬愛を受けていたこともあり、国葬という形で手厚く葬られた。
彼のレースにおける輝かしい軌跡は、"Fangio（邦題名『グレート・ドライバー』）"と題してドキュメンタリー映画化されている。自身が出場した数々のレースやインタビュー映像のほか、1970年代後半までのF1名勝負や悲惨なアクシデントシーンなど、当時の貴重な映像も収録されている。
なお、同姓同名の甥もレーサーとなり、1980年代から1990年代にオール・アメリカン・レーサーズの主力としてIMSAやCARTで活躍した。彼は実子ではないが「ファン・マヌエル・ファンジオ2世（Juan Manuel Fangio II ） 」というレーシングネームを使用した。

## 業績

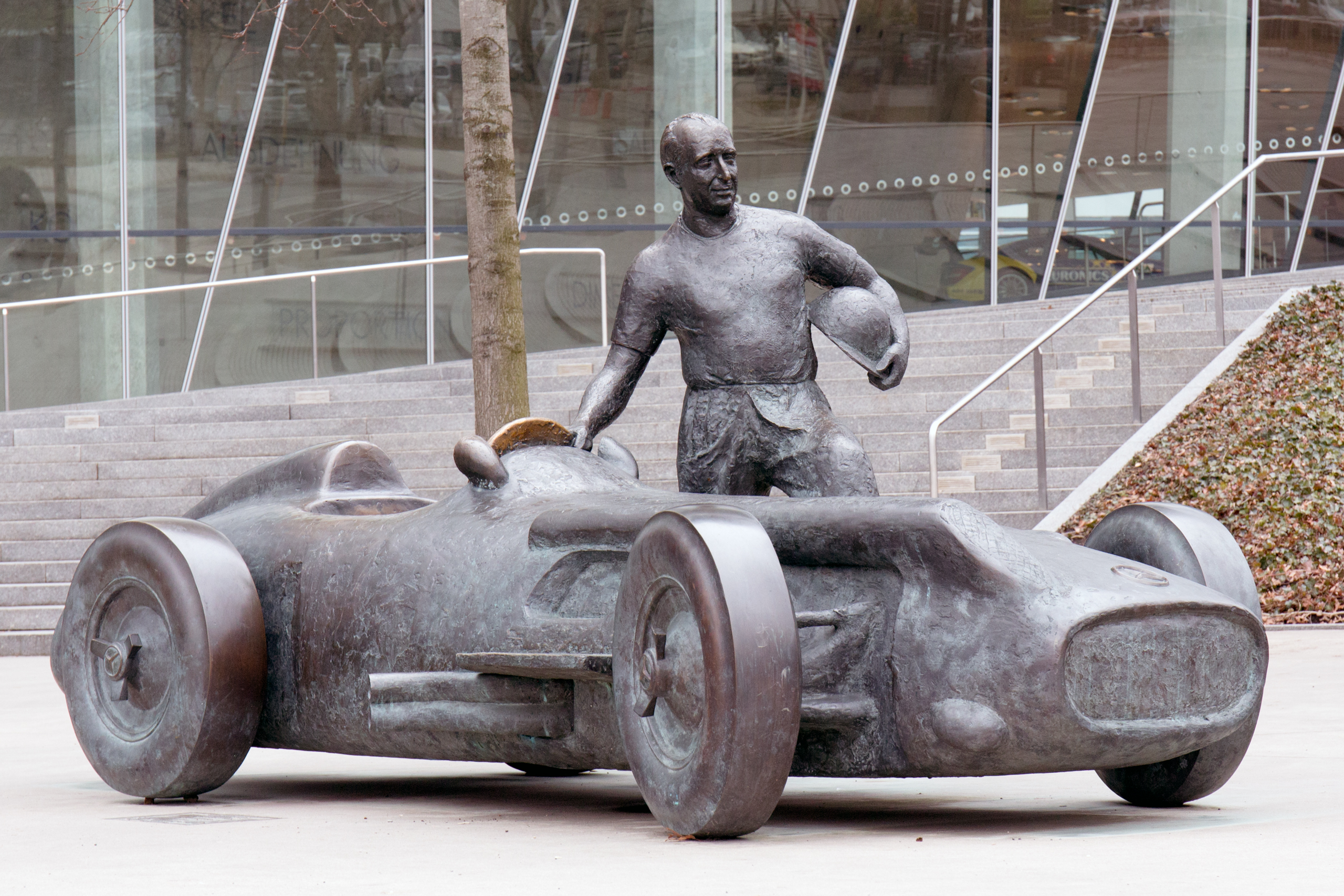
シュトゥットガルトのメルセデス・ベンツ博物館にあるファンジオ像

F1通算24勝は1968年にジム・クラークが更新するまで個人最多勝記録であった。不滅と言われたワールドチャンピオン獲得5回もミハエル・シューマッハに抜かれたが、46歳での最年長チャンピオンという記録は未だ破られていない（最年長優勝はルイジ・ファジオーリの53歳）。第二次世界大戦前のドライバー中心で始まった草創期のF1ではこの年齢は珍しくなかったが、ドライバーの事故死の危険が極めて高かった時代でもあった。
参戦51戦中24勝で勝率47.1%という記録は、極端に参戦数の少ないドライバーを除くと、圧倒的な数字である。数々のF1の記録を更新してきたミハエル・シューマッハをもってしても、最後までチャンピオン争いをした一度目の引退時における勝率が36.7%であり、シューマッハに次ぐ勝利数のプロストとセナはともに25.5%であることから見ても、ファンジオの勝率は、F1草創期であるとは言え群を抜いている。後続のドライバーたちが安定した体制（フェラーリやマクラーレンなど）で数字を伸ばしたのに対し、ファンジオは8年間に4チームを渡り歩いていた。
また、その紳士的な人柄でライバルや後輩から尊敬を集めていた。F1引退レースとなった1958年フランスグランプリでは、優勝したマイク・ホーソーンが敬意を表してファンジオを周回遅れにせず、ゴールまで後方に従ったというエピソードもあった。没後もなおファンジオは根強く支持されている。

## 特筆されるレース

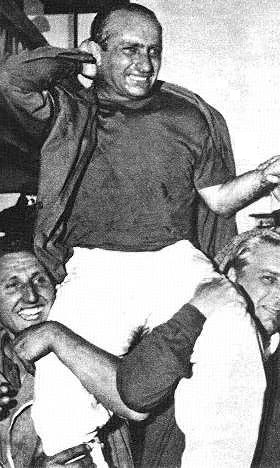
ニュルブルクリンクで優勝したファンジオ

危機回避能力が極めて高いことで知られ、多くのドライバーを巻き添えにした複合事故から一人だけ事態を見抜いてたびたび危機を回避している。
1950年モナコグランプリ
1周目にタバココーナーで多重接触事故が発生し、リタイアしたマシン10台がコースを塞いだ。先頭のファンジオはその状況を知らないまま2周目に入ったが、事故現場のブラインドコーナー手前で減速し、もらい事故を回避した。ファンジオは観客の視線が自分ではなくコースの方を向いていることに気付き、咄嗟にコース上の危険な状況を察知したという。
1953年イタリアグランプリ
モンツァ・サーキットにて最終周回の直線で先行していたアルベルト・アスカリとジュゼッペ・ファリーナは遅い車に邪魔されて2台ともクラッシュしたが、そのすぐ後ろを入っていたファンジオは一瞬で事態を見抜き、衝突を避けて優勝した。
1955年のル・マン24時間レース
ピエール・ルヴェーのメルセデス・ベンツがランス・マックリンのヒーレーに追突してコースを飛び出して観客80人を死亡させる大混乱の中、そのすぐ後ろを走っていたにもかかわらず、ルヴェーが手を挙げたのを見て危険を察知、マックリンのヒーレーとホーソーンのジャガー・Dタイプの間に僅かな空間を見つけその隙間を縫って間一髪でもらい事故を回避した。ファンジオのメルセデス・ベンツにはジャガーの緑色のペイントが付着していた。この大惨事によって精神的に大きなショックを受けたファンジオは、これ以後生涯一度たりともル・マン24時間レースに出走することはなかった。
1955年イギリスグランプリ
メルセデス時代、ファンジオと若きスターリング・モスは理想的な師弟関係を築いた。モスはファンジオの後衛を務め、ファンジオ-モスの順でワンツーフィニッシュを重ねたが、モスの地元イギリスグランプリだけは逆になった。レース中、モスは手で追い抜くよう合図したが、ファンジオは抜こうとせず、モスがF1初優勝を達成した。レース後、モスが譲ってくれたことに礼を述べると、ファンジオは「違うよ、君が速かったんだ」とだけ答えた。
1956年イタリアグランプリ
チャンピオン決定戦となった最終戦イタリアグランプリで、ファンジオはマシントラブルに見舞われピットに戻った。当時のルールではマシンの乗換えが認められたが、ルイジ・ムッソはチームオーダーを無視した。しかしフェラーリの同僚ピーター・コリンズは自らのタイトルの権利を捨ててファンジオにマシンを譲り、ファンジオが3連覇を達成するという美談があった（当時の規定では、1台を2人のドライバーが乗り継いでゴールした場合、得点が半分ずつ得られたため）。
1957年モナコグランプリ
2周目、まだスタート直後で全車が一団となって走っている中で先頭のスターリング・モスが障壁に衝突し、続いていたマイク・ホーソーンとピーター・コリンズが避けきれずに多重衝突となり3台の車でほとんどコースが塞がった中、すぐ後ろを走っていたにもかかわらずマセラティを巧みに操り危機を切り抜け優勝した。
1957年ドイツグランプリ
ファンジオのレースキャリアの中でも、この年のニュルブルクリンクでのドイツグランプリはベストレースと評される。
マセラティチームは燃料再給油・タイヤ交換作戦を計画し、ファンジオは充分なリードを築いてからピットインしたが、ピット作業に手間取って首位から3位に転落した。コース復帰後もペースが上がらないのを見たフェラーリチームは、1、2位のドライバーに安全に順位をキープするためペースダウンの指示を送った。
しかし、これは逆転を狙うファンジオが仕掛けた「罠」であった。ファンジオは猛烈なペースアップを開始し、40秒近くあったフェラーリ勢との差をみるみる縮めた。全長が23km近くあるニュルブルクリンクでは1周の間に先行車との差を大きく詰めることが可能であり、かつオンボード無線機が存在しない当時、フェラーリ陣営のドライバーがファンジオの猛烈な追い上げを知る術はピットから示されるサインボードしかなかった。慌てたフェラーリ陣営は再度のペースアップを指示するも、集中力を極限まで高めたファンジオは残り2周で2台をかわし、奇跡的な逆転勝利を挙げた。
ファンジオは予選で前年のポールポジションタイムを26秒短縮していたが、レース中のファステストラップはそれよりも8秒早かった。名だたる難コースでの追走は神懸り的とも伝えられ、後に自身も「あのレースではかなりの危険を冒した」と述懐している。

## 誘拐事件
1958年2月、ファンジオはノンタイトル戦のキューバグランプリに出場するためキューバの首都ハバナを訪れたが、フィデル・カストロ指揮下の「7月26日運動」のメンバーにより、宿泊先のホテルでピストルを突きつけられ、車で連れ去られた。組織の目的はキューバグランプリを開催するバティスタ政権の面目を潰すことにあり、ファンジオは隠れ家で手厚くもてなされた末に無事解放された。
隠れ家での滞在中、実行犯たちはファンジオの人柄に魅了され、ファンジオの方もストックホルム症候群のような連帯感を抱くことになった。キューバ革命の成就を経て、ファンジオがこの世を去るまで両者の親交は続いたという。

## レース戦績

### 第2次世界大戦後のグランプリ・シーズン
| 年     | エントラント                             | シャシー                 | エンジン                    | 1   | 2       | 3       | 4       | 5   |
| ------ | ---------------------------------------- | ------------------------ | --------------------------- | --- | ------- | ------- | ------- | --- |
| 1948年 | エキップ・ゴルディーニ                   | シムカ・ゴルディーニ T11 | シムカ・ゴルディーニ 1.4 L4 | MON | SUI     | FRA Ret | ITA     | GBR |
| 1949年 | アウトモヴィリ・クラブ・アルヘンティーノ | マセラティ 4CLT/48       | マセラティ 4CLT 1.5 L4s     | GBR | BEL Ret | SUI     | FRA Ret | ITA |

- 太字はポールポジション、斜字はファステストラップ。(key)

### F1
| 年     | エントラント                                      | シャシー | エンジン                   | 1       | 2       | 3       | 4        | 5       | 6     | 7        | 8      | 9     | 10  | 11  | WDC  | ポイント    |
| ------ | ------------------------------------------------- | -------- | -------------------------- | ------- | ------- | ------- | -------- | ------- | ----- | -------- | ------ | ----- | --- | --- | ---- | ----------- |
| 1950年 | アルファロメオ                                    | 158      | アルファロメオ 158 1.5 L8s | GBR Ret | MON 1   | 500     | SUI Ret  | BEL 1   | FRA 1 | ITA Ret* |        |       |     |     | 2位  | 27          |
| 1951年 | アルファロメオ                                    | 159      | アルファロメオ 158 1.5 L8s | SUI 1   | 500     | BEL 9   | FRA 1*   | GBR 2   | GER 2 | ITA Ret  | ESP 1  |       |     |     | 1位  | 31 (37)     |
| 1953年 | マセラティ                                        | A6GCM    | マセラティ A6 2.0 L6       | ARG Ret | 500     | NED Ret | BEL Ret* | FRA 2   | GBR 2 | GER 2    | SUI 4* | ITA 1 |     |     | 2位  | 28 (29 1⁄2) |
| 1954年 | マセラティ                                        | 250F     | マセラティ 250F1 2.5 L6    | ARG 1   | 500     | BEL 1   |          |         |       |          |        |       |     |     | 1位  | 42 (57 1⁄7) |
| 1954年 | ダイムラー・ベンツ （メルセデス）                 | W196     | メルセデス M196 2.5 L8     |         |         |         | FRA 1†   | GBR 4†  | GER 1 | SUI 1    | ITA 1† | ESP 3 |     |     | 1位  | 42 (57 1⁄7) |
| 1955年 | ダイムラー・ベンツ （メルセデス）                 | W196     | メルセデス M196 2.5 L8     | ARG 1   | MON Ret | 500     | BEL 1    | NED 1   | GBR 2 | ITA 1†   |        |       |     |     | 1位  | 40 (41)     |
| 1956年 | フェラーリ                                        | D50      | フェラーリ DS50 2.5 V8     | ARG 1*  | MON 2*  | 500     | BEL Ret  | FRA 4   | GBR 1 | GER 1    | ITA 2* |       |     |     | 1位  | 30 (33)     |
| 1957年 | マセラティ                                        | 250F     | マセラティ 250F1 2.5 L6    | ARG 1   | MON 1   | 500     | FRA 1    | GBR Ret | GER 1 | PES 2    | ITA 2  |       |     |     | 1位  | 40 (46)     |
| 1958年 | スクーデリア・スッド・アメリカーナ （マセラティ） | 250F     | マセラティ 250F1 2.5 L6    | ARG 4   | MON     | NED     |          |         |       |          |        |       |     |     | 14位 | 7           |
| 1958年 | ノバイ・オート・エアー・コンディショナー          | 500F     | ノバイ 3.0 L8s             |         |         |         | 500 DNQ  |         |       |          |        |       |     |     | 14位 | 7           |
| 1958年 | ファン・マヌエル・ファンジオ （マセラティ）       | 250F     | マセラティ 250F1 2.5 L6    |         |         |         |          | BEL     | FRA 4 | GBR      | GER    | POR   | ITA | MOR | 14位 | 7           |

- 太字はポールポジション、斜字はファステストラップ。(key)
- * : 同じ車両を使用したドライバーに順位とポイントが配分された。
- † : Car ran with streamlined, full-width bodywork.

### ル・マン24時間レース
| 年     | チーム                     | コ・ドライバー               | 車両                       | クラス | 周回数 | 総合 順位 | クラス 順位 |
| ------ | -------------------------- | ---------------------------- | -------------------------- | ------ | ------ | --------- | ----------- |
| 1950年 | オートモビル・ゴルディーニ | ホセ・フロイラン・ゴンザレス | ゴルディーニ・T15S         | S3.0   | 95     | DNF       | DNF         |
| 1951年 | ルイ・ロジェ               | ルイ・ロジェ                 | タルボ・ラーゴ T26C        | S5.0   | 92     | DNF       | DNF         |
| 1953年 | S.P.A.アルファロメオ       | オノフレ・マリモン           | アルファロメオ・6C 3000 CM | S5.0   | 22     | DNF       | DNF         |
| 1955年 | ダイムラー・ベンツAG       | スターリング・モス           | メルセデス・ベンツ 300 SLR | S3.0   | 134    | DNF       | DNF         |

### セブリング12時間レース
| 年     | チーム                    | コ・ドライバー               | 車両                     | クラス | 周回数 | 総合 順位 | クラス 順位 |
| ------ | ------------------------- | ---------------------------- | ------------------------ | ------ | ------ | --------- | ----------- |
| 1954年 | スクーデリア・ランチアCo. | エウジェニオ・カステロッティ | ランチア・D24            | S5.0   | 51     | DNF       | DNF         |
| 1956年 | スクーデリア・フェラーリ  | エウジェニオ・カステロッティ | フェラーリ・860 モンツァ | S5.0   | 194    | 1位       | 1位         |
| 1957年 | マセラティ・ファクトリー  | ジャン・ベーラ               | マセラティ・450S         | S5.0   | 197    | 1位       | 1位         |

### スパ24時間レース
| 年     | チーム               | コ・ドライバー         | 車両                              | クラス | 周回数 | 総合 順位 | クラス 順位 |
| ------ | -------------------- | ---------------------- | --------------------------------- | ------ | ------ | --------- | ----------- |
| 1953年 | S.P.A.アルファロメオ | コンサルヴォ・サネージ | アルファロメオ・6C 3000 CM Spider | S      | 5      | DNF       | DNF         |

### ミッレミリア
| 年     | チーム                   | コ・ドライバー／ナビゲーター | 車両                                 | クラス | 総合 順位 | クラス 順位 |
| ------ | ------------------------ | ---------------------------- | ------------------------------------ | ------ | --------- | ----------- |
| 1950年 | -                        | アウグスト・ザナルディ       | アルファロメオ・6C 2500 Competizione | S+2.0  | 3位       | 3位         |
| 1952年 | -                        | ジュリオ・サラ               | アルファロメオ・1900 Sprint          | GT2.0  | 22位      | 7位         |
| 1953年 | S.P.A.アルファロメオ     | ジュリオ・サラ               | アルファロメオ・6C 3000 CM           | S+2.0  | 2位       | 2位         |
| 1955年 | ダイムラー・ベンツAG     | -                            | メルセデス・ベンツ 300 SLR           | S+2.0  | 2位       | 2位         |
| 1956年 | スクーデリア・フェラーリ | -                            | フェラーリ・290 MM                   | S+2.0  | 4位       | 4位         |

### カレラ・パナメリカーナ
| 年     | チーム                 | コ・ドライバー／ナビゲーター | 車両                       | クラス | 総合 順位 | クラス 順位 |
| ------ | ---------------------- | ---------------------------- | -------------------------- | ------ | --------- | ----------- |
| 1953年 | スクーデリア・ランチア | ジーノ・ブロンツォーニ       | ランチア・D24 Pinin Farina | S+1.6  | 1位       | 1位         |

### インディアナポリス500
| 年     | シャシー             | エンジン | スタート | フィニッシュ | チーム                                   |
| ------ | -------------------- | -------- | -------- | ------------ | ---------------------------------------- |
| 1958年 | カーティス・クラフト | ノバイ   | DNQ      | DNQ          | ノバイ・オート・エアー・コンディショナー |